# Gbely
Gbely – miasto na Słowacji w kraju trnawskim. W 2011 roku liczyło 5205 mieszkańców. Po raz pierwszy wzmiankowane w 1392 roku.

## Miasta partnerskie
- Deutsch-Wagram (Austria)
- Židlochovice (Czechy)